# Războiul Ruso-Polonez (1654–1667)
Războiul Ruso-Polonez din 1654–1667, numit și Războiul de Treisprezece Ani, Primul Război al Nordului, Războiul pentru Ucraina ori Potopul Rusesc (în poloneză Potop rosyjski, în rusă Российский потоп, în lituaniană Rusų tvanas), a fost unul dintre cele mai mari conflicte dintre Țaratul Rusiei și Uniunea statală polono-lituaniană. Între 1655 și 1660, polono-lituanienii au trebuit să lupte împotriva invaziei suedeze,  perioadă cunoscută de asemenea ca  „Potopul” ori Potopul Suedez . din această cauză, acest conflict este uneori numit Potopul Ruso-Suedez (poloneză Potop szwedzko-rosyjski).
Statul polono-lituanian a suferit în fazele de început mai multe înfrângeri, dar și-a revenit mai apoi și a câștigat o serie de victorii decisive. Cu toate acestea, starea precară  a economiei nu a permis finanțarea unui conflict de lungă durată. În condițiile crizei interne și a războiului civil, polono-lituanienii au fost obligați să semneze un armistițiu. Războiul s-a încheiat în favoarea Țaratului Rusiei, care a obținut importante câștiguri teritoriale, victoria sa marcând începutul ascensiunii Rusiei ca mare putere în Europa Răsăriteană. 

## Cadrul istoric
Conflictul a fost declanșat de răscoala cazacilor zaporojeni – cunoscută ca Răscoala lui Hmelnițki - împotriva Uniunii polono-lituaniene. Liderul cazacilor, Bogdan Hmelnițki, s-a bazat pe sprijinul extern al țarului Alexei I al Rusiei, căruia i-a promis  în schimb supunerea cazacilor. 
Zemski Soborul din 1651 era precaut să accepte intrarea cazacilor în sfera de influență a Moscovei și, implicit, intrarea în război împotriva Polono-Lituaniei, iar țarul a așteptat până în 1653, când noua adunare populară (Soborul) a aprobat instituirea protectoratului asupra Ucrainei. După ce cazacii au ratificat înțelegerea cu Țaratul Rusiei în timpul dezbaterilor Radei de la Pereiaslav, războiul ruso-polonez a devenit inevitabil. 

## Invadarea Polono-Lituaniei
În iulie 1654, o armată rusă de 41.000 de oameni, (aflată sub comanda oficială a țarului, dar condusă în fapt de cneazilor Iakov Cerkasski, Nikita Odevski și Ivan Hovanski) au ocupat fortificațiile de frontieră de la  Belîi și Dorogobuj și au asediat Smolenskul.
Pozițiile rușilor din jurul Smoleskului erau amenințate atâta vreme cât marele hatman lituanian, prințul Janusz Radziwiłł, care comanda o garnizoană de 10.000 de oameni, se afla la  Orșa, cam la 130 km mai la vest. Cerkasski a preluat inițiativa și a atacat Orșa, iar cneazul Iuri Bariatinski l-a atacat pe Radziwill la  Șklov. Bătălia a avut loc în timpul unei eclipsei de soare din 12 august, acesta fiind motivul pentru care ambele tabere au pretins că au obținut victoria.  Radziwill s-a retras, iar douăsprezece zile mai târziu a fost învins în bătălia de le Șepelevici. După un asediu de trei luni, Smolenskul, care mai fusese atacat în 1632–1634, a fost cucerit de ruși  23 septembrie.
În acest timp, cneazul Alexei Trubețkoi a condus flancul sudic al armatei ruse de la Breansk în Ucraina. Teritoriul dintre Nipru și Berezina a fost străbătut rapid. Rușii au cucerit Mstislavl și Roslavl, iar aliații lor ucraineni au cucerit Gomel. Pe flancul nordic, V.B. Șeremetev a început atacul din Pskov și a cucerit orașele Nevel (1 iulie), Poloțk (17 iulie) și Vitebsk (17 noiembrie).
După aceasta, în decembrie, trupele țarului au năvălit în  Livonia poloneză și și-au consolidat ferm pozițiile în Ludza și Rēzekne. Simultan, forțele combinate ale lui Hmelnițki și ale generalului rus Buturlin au invadat Volînia. În ciuda multor dezacorduri dintre comandanți, aceștia au cucerit până la sfârșitul anului Ostroh și Rivne . 

## Campania din 1655
În iarna și primăvara anului 1655, prințul Radziwill a lansat o contraofensivă în Belarus și a recucerit  Orșa și asediat Moghilăul. Asediul s-a prelungit pentru o perioadă de trei luni, dar garnizoana a rezistat. În ianuarie, Șeremetev și Hmelnițki au fost înfrânți în  bătălia de la Ohmativ. O a doua armată poloneză, aliată cu  tătarii, a zdrobit un contingent ruso-ucrainean la Jașkiv. 
Aceste victorii l-au alarmat pe țar, care a părăsit Moscova ca să organizeze o ofensivă de amploare. Armata lituaniană nu a rezistat atacului și a cedat Minskul forțelor cazacilor lui Cercasski pe 3 iulie.  Vilniusul,  capitala  Marelui Ducat al Lituaniei, a fost cucerit de ruși pe 31 iulie. Aceste succese au fost urmat de cucerirea orașelor Kaunas și Hrodno în august.
În altă parte a frontului, cnezul Volkinski a navigat din Kiev pe Nipru în amonte și pe Pripiat în urmărirea lituanienilor. În timpul acțiunii, el a cucerit Pinskul. În timp ce unitățile lui Trubețkoi au cucerit Slonimul și  Kletskul, Șeremetev a reușit să ocupe orașul Velij pe 17 iunie. În timp ce garnizoana lituaniană rezista asediului cazacilor a fortăreței de la Starîi Bîhov , Hmelnițki și  Buturlin au invadat Galiția. Cei doi au atacat orașul polonez Liov  în septembrie și au cucerit Lublinul după ce l-au înfrânt pe voievodul Pawel Jan Sapieha lângă Brest.

## Armistițiul și campania împotriva lui Vihovski
Înaintarea rușilor în statul polono-lituanian l-a încurajat pe regele suedez Karl X Gustav  să invadeze Polonia. Afanasi Ordin-Nașciokin a deschis negocierile cu polonezii și a semnat un armistițiu pe 2 noiembrie –  Armistițiul de la Vilna. După aceasta, forțele ruse au intrat în Livonia suedeză și au asediat Riga. Hmelnițki l-a avertizat pe țar cu privire lipsa de scrupule a polonezilor, dar  a acceptat acest armistițiu cu titlu provizoriu. Ivan Vihovski, noul hatman ales în 1657 după moartea lui Hmelnițki, s-a aliat cu polonezii în septembrie 1658, care au acceptat crearea Marelui Ducat al Ruteniei. În ciuda acestui succes, cazacii au fost copleșit de declanșarea unui război civil izbucnit între susținătorii acestui tratat cu polonezii, care acorda numeroase privilegii cazacilor, și cei al noului Tratat de la  Pereiaslav semnat de Iuri Hmelnițki cu Rusia din 1659, care limita puternic autonomia ucrainenilor. 
Rusia a semnat cu Suedia un tratat avantajos la Valiersar, ceea ce i-a permis țarului să reia ostilitățile împotriva polonezilor în octombrie 1658. În timpul Bătăliei de la Verkiai, comandantul lituanian Wincenty Korwin Gosiewski a fost luat prizonier. El avea să fie eliberat după patru ani. 
În nord, încercarea lui Sapieha de asediere a Vilniului a fost respinsă de cneazul Iuri Dolgorukov pe 11 octombrie. 
În sud, hatmanul Vihovski nu a reușit să cucerească Kievul apărat de Șeremetev. Cu toate acestea, Vihovski a reușit în iulie 1659 împreună cu aliații săi tătari să producă  o înfrângere grea armatei lui Trubețkoi și să asedieze orașul Konotop.
Situația rușilor amenințați de acțiunile susținătorilor ucraineni ai polonezilor a fost ușurată după ce Vihovski a pierdut ajutorul Hanatului Crimeii datorită acțiunilor atamanului Ivan Sirko, care mai apoi a atacat și  Ciîhîrîn.
În Sieveria a izbucnit o răscoală, în timpul căreia au fost atacate garnizoanele poloneze pe care le amplasase în zonă Vihovski. În timpul luptelor a fost ucis nobilul ucrainean  Iuri Nemirici, care este considerat autorul versiunii originale a  Tratatului de la Hadeaci. Sirko și atamanul Mihailo Hanenko au condus răscoală care a cuprins întreaga Ucraina. Cazacii răsculați i-au cerut lui Vihovski să renunțe la titlul de hatman și l-au propus pentru această funcție pe fiul lui Hmelnițki, Iurii. Cele două facțiuni ale cazacilor s-au pregătit de luptă pe câmpurile de lângă satul  Hermanivka. Aici, Vihovski a fost părăsit de cazacii de sub comanda lui, care au dezertat și s-au alăturat unităților lui Iuri Hmelnițki. Vihovski a rămas numai cu trupele poloneze și cu cele de mercenari. A fost convocată o adunare cu participarea ambelor tabere. În timpul acestei întâlniri, alianța cu Polonia-Lituania a fost respinsă de majoritatea participanților. În condițiile în care argumentele tindeau să fie înlocuite cu amenințări fizice, Vihovski a hotărât să părăsească adunarea. Adunarea cazacilor l-a ales pe Hmelnițki în funcția de hatman și i-a trimis lui Vihovski o cerere oficială ca acesta din urmă să predea însemnele puterii. Vihovski nu a avut altă alternativă și s-a conformat cererii cazacilor. 
Forțele ruse înfrânte la Konotop au încercat să negocieze o înțelegere de pace indiferent de condiții. În acest timp, schimbarea de conducere a hetmanatului căzăcesc, a reflectat creșterea influenței politicii externe a Rusiei în Ucraina și i-a oferit lui Trubețkoi suficiente argumente pentru ca să-l invite pe noul hatman, Hmelnițki, să renegocieze condițiile unei păci. 
Hmelnițki a urmat sfatul bătrânilor („starșina”), care i-au cerut să nu se grăbească, și l-a trimis la negocieri pe Petro Doroșenko. Trubețkoi a insistat ca la negocieri să fie prezent nou hatman. La sosirea la Pereiaslav, Hmelnițki a descoperit că i-a fost organizată o cursă, el fiind nevoit în cele din urmă să semneze un nou tratat la  „Articolele de la Pereiaslav”. 

## Sfârșitul războiului

Cea mai mare parte a regiunilor marcate cu portocaliu a fost pierdută de polono-lituanieni în favoarea rușilor în 1667; restul a fost pierdut în 1686.

Cursul războiului s-a schimbat în favoarea Uniunii statale polo-lituaniene în 1660. Regele Ioan Cazimir al II-lea Vasa, după ce a pus capăt războiului cu suedezii prin semnarea  tratatului de la Oliwa, a putut acum să își concentreze forțele pe frontul de răsărit.:186 Sapieha și  Czarniecki l-au înfrânt pe Hovanski pe 27 iunie în bătălia de la Polonka.:186 După aceasta,  Potocki și Lubomirski l-au atacat pe V.B. Șeremetev la  Cudnów și l-au forțat să capituleze pe 2 noiembrie, după ce îl convinseseră pe Iuri Hmelnițki să se retragă pe 17 octombrie.:186 Această serie de înfrângeri l-a convins pe țar să accepte semnarea Tratatul de la Cardis, evitând astfel izbucnirea unui nou război cu Suedia. 
Spre sfârșitul anului 1663, regele polon-lituanian a traversat Niprul și a invadat jumătatea vestică a Ucrainei. Cele mai multe orașe s-au predat fără luptă, dar asediul Gluhivului din ianuarie a fost un eșec costisitor, iar campania sa din Ucraina s-a dovedit un fiasco după retragerea la Novhorod-Siverskîi. Forțele lituaniene au reușit în vara acelui an să înfrângă armata invadatoare a lui Hovanski în apropiere de Vitebsk, dar, în general, campaniile din 1664 au avut rezultate dezamăgitoare.:187
Negocierile de pace s-au desfășurat cu greutate din 1664 până în ianuarie 1667, când izbucnirea războiului civil  i-a forțat pe polonezii și lituanienii să încheie pacea de la Andrusovo, prin care Uniunea statală polono-lituaniană a cedat Rusiei fortăreața din Smolensk și Ucraina apuseană  (inclusiv Kievul), în timp ce păstra  Ucraina de la răsărit de cursul Niprului.:186
În afară de modificările teritoriale obținute de Rusia după încheierea războiului, acest conflict a declanșat modificări de primă importanță în domeniul militar. Dacă până la acest conflict armata rusă era încă o „armată semipermanentă, mobilizată periodic”, acest război a modificat acest lucru, ducând la crearea unei armate permanente, care au pus bazele succeselor militare din timpul lui Petru cel Mare și al lui Ecaterina cea Mare.
Acest război, care s-a desfășurat în paralel cu invazia suedeză, a avut un impact major negativ asupra națiunii poloneze. Deși Polonia a reușit să recâștige o parte din teritoriile pierdute, pe termen lung războiul a avut un efect împovărător pentru Polonia, țara devenind mai slăbită și tot mai vulnerabila la atacurile Rusiei. Odată ce a fost puternic slăbită, Polonia s-a îndreptat către dezintegrarea teritorială, Rusia fiind una dintre principalii beneficiari ai dispariției acestui stat.

## Resurse internet
- Războiul ruso-polon, 1654–1667
- Războaiele moscovite și influența Poloniei